# Комови
Планина Комови простире се у источној Црној Гори између река Лим, Тара и Дрцка, ограђена планинама Бјеласицом са севера, Жијевом са југа и Виситором са истока. 
Припада комплексу источноцрногорских планина, југоисточно од Колашина. Комови представљају камени наставак нешто нижих планина, које су им широка основа. Појам „кома” везује се за брда, односно скупину везаних врхова, иако он заправо означава уклету самотну стену, отупелу и занемелу у времену и простору. „Ком” или „холм” на старословенском значи брег, камен, страна. 
Биљни свет је веома разноврстан и богат захваљујући чему је овај планински масив уврштен у потенцијална ИПА (IPA - Important plant aeras) подручја Црне Горе. У долинама река изражене су биљне културе (поврће, воће, житарице, дуван), а средишњи део планине је покривен шумама букве, јеле, мунике и смрче. Ливаде и пашњаци се простиру на планинским површинама Штавна, Љубан, Рогам, Царине и Варда. Голи врхови Комова су сурове планинске пустиње уоквирени цирковима и са њихових обода се спуштају точила и сипари као последице изражене ерозије
На њој се истичу три висока, моћна врха која граде целину Комова:
- Кучки Ком (2.487 m);
- Љеворечки (2.469 m) или Краљски Ком;
- Васојевићки (2.460 m), Источни, Божићки, Коњушки или Злоречки Ком.

Према старој племенској подели и Љеворечки и Васојевићки Ком били су Васојевићки, за разлику од Јужног, Кучког. Појма „Куч” према Шобајићу није српског порекла, а означава особито велик, ненадмашан. Овај појам примљен је од неког старијег становништва. 
Југозападно од Кучког Кома су Рогамски врх (2.303 m), те гребеном са њим повезан Сувоврх (2.211 m), док издужено било Рогама ка северозападу чини везу ка Кучкој крајини.
Између Кучког и Васојевићког кома налази се Међукомље, пространа удолина, у којој је смештен ледник.

## Галерија
- Штавна у сумрак
- Еко-катуни, Комови
- Еко-катуни, Комови